# 이정란 (작가)
이정란(이란)은 대한민국의 텔레비전 드라마 작가이며, 1993년 MBC 베스트극장 《가시 목걸이》로 데뷔하였다.

## 집필 작품
- MBC 베스트극장 《가시 목걸이》 (1993년 6월 18일) - 데뷔작
- MBC 기획특집드라마 《눈먼 새의 노래》 (1994년 12월 12일 ~ 1994년 12월 13일)
- MBC 베스트극장 《엄마가 없으면 우리는 행복하다》 (1995년 6월 18일)
- MBC 베스트극장 《길 위에 여자》 (1995년 6월 30일)
- MBC 베스트극장 《작은 성》[1] (1996년 1월 12일)
- MBC 기획특집드라마 《딸의 선택》 (1997년 5월 5일 ~ 1997년 5월 6일)
- KBS 광복절 특집극 《3일 간의 전쟁》 (1997년 8월 15일) - 원작 이제하의 《강설》[2]
- KBS 일요베스트 《친구의 아내》 (1998년 2월 24일)
- MBC 베스트극장 《노란 잠수함》 (2000년 11월 3일)
- MBC 특집드라마 《가시고기》 (2000년 12월 8일 ~ 2000년 12월 9일) - 원작 조창인의 《가시고기》
- MBC 특집드라마 《나는 별 일 없이 산다》(4부작) (2010년 5월 26일 ~ 2010년 6월 9일)